# Nathan Thrall
Nathan Thrall ist ein amerikanischer  Schriftsteller und Journalist. Seit 2023 ist er Professor am Bard College im Bundesstaat New York.

## Leben
Thrall wurde in eine jüdische Familie geboren. Seine Mutter emigrierte aus der Sowjetunion. Thrall besuchte die University of California, Santa Barbara und schloss mit einem BA ab. Anschließend studierte er Politikwissenschaften an der Columbia University, wo er mit einem MA abschloss. Thrall schrieb für die The New York Review of Books, bevor er als Mitarbeiter der International Crisis Group nach Gaza ging. In dieser Funktion schrieb er von 2010 bis 2020 über Israel, Gaza und das Westjordanland. Seit 2019 schreibt er für die New York Times, der London Review of Books und der New York Review of Books.
Seit 2023 ist er Professor am Bard College. Für sein Buch Ein Tag im Leben von Abed Salama erhielt er 2024 den Pulitzer-Preis. Thrall lebt in Jerusalem.

## Veröffentlichungen
- The Only Language They Understand: Forcing Compromise in Israel and Palestine. Metropolitan Books, Henry Holt & Company, New York 2017, ISBN 978-1-62779-709-2.
- A Day in the Life of Abed Salama: Anatomy of a Jerusalem Tragedy. Metropolitan Books, Henry Holt & Company, New York 2023, ISBN 978-1-250-85497-1.
  - Ein Tag im Leben von Abed Salama. Übersetzung von Lucien Deprijck. Pendragon, Bielefeld 2024, ISBN 978-3-86532-883-0